# Râul Ciorman
Râul Ciorman este un curs de apă, afluent al râului Dornetul. 

## Hărți
- Harta județului Hunedoara
- Harta munții Poiana Ruscă  Arhivat în 12 martie 2010, la Wayback Machine.